# Cantó de Le Mée-sur-Seine
El cantó de Le Mée-sur-Seine és un antic cantó francès del departament del Sena i Marne, que estava situat al districte de Melun. Comptava amb 5 municipis i el cap era Le Mée-sur-Seine.
Al 2015 va desaparèixer i el seu territori va passar a formar part del cantó de Savigny-le-Temple.

## Municipis
- Le Mée-sur-Seine
- Cesson
- Vert-Saint-Denis
- Boissise-la-Bertrand
- Boissettes

## Història
| Data d'elecció                           | Identitat          | Partit         | Qualitat |
| ---------------------------------------- | ------------------ | -------------- | -------- |
| 1992-1998                                | René André         | Sense etiqueta |          |
| 1998-2011                                | Gérard Bernheim    | PS             |          |
| 2011-                                    | Jean-Pierre Guérin | PS             |          |
| les dades anteriors no són pas conegudes |                    |                |          |
|                                          |                    |                |          |

## Demografia
| A partir de 1990: Població sense dobles comptes |